# Горняки (Молодечненский район)
Горняки (бел. Гарнякі́) — деревня в Молодечненском районе Минской области Беларуси. Входит в состав Радошковичского сельсовета.

## География
Пролегает дорога Н-9117.
Ближайшие населённые пункты Кодевцы, Радевцы и др.

## История
С 1904 года в Красносельской волости Вилейского уезда Виленской губернии Российской империи. 
С 1921 года деревня в составе Польской Республики, Виленского воеводства, Вилейского уезда, гмины Красное. С 1939 года в БССР.
До 2013 года деревня входила в состав Граничского сельсовета.

## Население

### Численность
- 2019 год — 47 жителей

### Динамика
- 1866 год — 110 жителей, 13 дворов
- 1921 год — 250 жителей, 46 дворов[4]
- 1931 год — 274 жителей, 52 дворов[5]

- 1999 год — 110 жителей (перепись населения)
- 2009 год — 71 жителей (перепись населения)[6]
- 2019 год — 47 жителей (перепись населения)

## Культура
- Дом культуры

## Достопримечательность
- Памятный знак Людвику Свиду (Ludwik Swida), между населёнными пунктами Горняки, Граничи, Кодевцы.